# Сарыколь (Туркестанская область)
Сарыколь (каз. Сарыкөл) — село в Отырарском районе Туркестанской области Казахстана. Входит в состав Талаптинского сельского округа. Код КАТО — 514849600.

## Население
В 1999 году население села составляло 281 человек (148 мужчин и 133 женщины). По данным переписи 2009 года, в селе проживали 443 человека (225 мужчин и 218 женщин).